# 1267

## Догађаји
- Кублај-кан је изградио своју „Велику престоницу“ у Ханбалију (данашњи Пекинг), након што је три године раније тамо преместио престоницу Монголског царства.
- Малик ул Салих оснива Самудра Пасаи, прву муслиманску државу у Индонезији.
- Шпанија покушава инвазију на Мароко, али муслиманско царство Маринидског султаната успешно се брани од инвазије и протерује шпанске снаге.
- 16. фебруар – Краљеви Афонсо III од Португала и Алфонсо X од Кастиље потписују Бадахоз конвенцију, одређујући границу између Краљевине Португал и Краљевине Леон и осигуравајући португалски суверенитет над Алгарвеом.
- 27. мај – Споразум из Витерба: Цар Балдуин II од Цариграда поклања Кнежевину Ахају краљу Карлу I од Сицилије, у нади да ће му Карло помоћи да обнови Латинско царство.
- Други баронски рат у Енглеској се завршава када побуњеници и краљ Хенри III од Енглеске прихватају мировне услове изнете у Диктум Кенилворта (1266).
- 29. септембар – Споразум из Монтгомерија: Краљ Енглеске Хенри III признаје титулу принца од Велса Ливелину ап Грифуду.
- Први пут се помиње град Острава у Моравији.
- Роџер Бејкон завршава своје дело „Opus Majus“ и шаље га папи Клементу IV, који је затражио да се напише; дело садржи широку дискусију о математици, оптици, алхемији, астрономији, астрологији и другим темама, и укључује оно што неки сматрају првим описом лупе.
- Власт Беча приморава Јевреје да носе Pileum cornutum, покривало за главу у облику купа, поред жутих значки које су Јевреји већ приморани да носе.
- 18. новембар – У Енглеској је усвојен Марлборошки статут, најстарији енглески закон који је још увек (делимично) на снази.

## Смрти
- Агнес од Палатината

- Беатрис од Провансе
- Беатриче Савојска, грофица Провансе